# Ото Милер
Ото Милер (Либау Шлезија, 1874 – Братислава, 1930) је био сликар и графичар епохе експресионизма.
Након обуке за литографа и после студија у Дрездену и Минхену прикључио се Милер 1910. у Берлину уметничкој групи Мост. Од 1919. године предавао је на Академији у Братислави. Под утицајем уметника из Моста Ернста Лудвига Кирхнера и Ериха Хекела са којима је био повезан и пријатељским везама развио је своје карактеристичне стилске одлике: у пригушеном колориту земљаних тонова (мрка, жута, зелена, окер) и наглашених линија обриса настајали су претежно јако поједностављени а делом и геометризовани прикази људи често актови (Две девојке у зеленилу, око 1925. године).
Због својој склоности према темама из живота Цигана назван је Милер Циганин. Поред слкика његов опус обухвата и значајан број графичких дела нарочито литографија (на пример Циганска збирка, 1927. године).